# Enchant.js
enchant.js（エンチャントジェイ・エス）とは、オープンソースのHTML5向けゲームエンジンである。製作者の清水亮が立ち上げた、株式会社UEI(旧ユビキタスエンターテインメント)によって開発されていた。
公式サイトの閉鎖、開発元の会社清算およびリポジトリが長期に更新されていない事より、事実上開発が停止している。

## 概要
enchant.jsは、HTML5とJavaScriptを用いたフレームワークである。HTML5とJavaScriptに対応したブラウザならば、本ゲームエンジンで作成されたゲームで遊ぶことが可能である。
enchant.jsなら誰でも簡単にゲーム制作ができる。また、スマートフォンゲームも容易に開発できるため利用しやすいまた作成したゲームは、jsdo.itやcode.9leap.netで投稿したりすることができる。
またWii Uの開発フレームワークの一つとしてenchant.js for Nintendo Web Frameworkが開発されており、Wii U向けのゲームを作成することもできた。

## 評価
2012年3月14日から16日まで開催されたMobile IT Asiaにて、本ゲームエンジンはMobile IT Awardのプラットフォーム部門で優秀賞を受賞した。